# 巻山晃
巻山 晃（まきやま あきら、1940年〈昭和15年〉10月28日 - 2022年〈令和4年〉11月26日）は元札幌テレビ放送アナウンサー。

## 経歴
- 東京都文京区小日向台町にて生まれたが、空襲で焼け出され、世田谷区奥沢（九品仏駅前）に転居[1]。父親は調理師をしていた[2]。
- 1947年、世田谷区立八幡小学校へ入学[1]。
- 1949年、小学校3年の時、友達と遊んでいる際に右眼に釘が刺さり失明[2]。
- 1952年、父の転勤に伴い札幌市立幌北小学校へ編入[1]。担任教師に国語の教科書の読み方が褒められたことでアナウンサーを志す[2]。
- 1956年、札幌市立北辰中学校を卒業、北海道札幌北高等学校入学[1]。中高ともに放送部に所属した[1]。
- 1960年、明治大学文学部へ入学、日本文学科に在籍し[3]、放送研究会に入会[1]。
- 1964年、右眼が不自由なため、東京のキー局の試験には不採用となる。その後北海タイムスの入社試験を受けようと考える中で青函連絡船で読んでいた新聞に掲載されていた札幌テレビの募集広告を見て応募したところ、採用となる[2]。訓練を重ねて片目のみで双眼鏡を覗いて競馬実況を行うなどの努力をし[5]、「サンデージャンボスペシャル」や1986年から引退まで担当した「オハヨー!ほっかいどう」などラジオを中心に活動し「キャリアの8割はラジオ」と自負していた他テレビでは平日午後の生番組「2時ワイド」などを担当した[2]。
- 1990年7月、アナウンス部専門部長[6]。
- 1991年、NNSアナウンス大賞ラジオ部門大賞を受賞[7]。
- 1995年7月編成局次長・アナウンス部長[8]、1997年6月編成局付局長待遇[9]。
- 2003年、3月末をもってSTVを定年退職[2]。オフィスサッポロ（のちの札幌映像プロダクション）所属タレントとして、引き続きSTVに専属出演。
- 2016年、3月末をもって、52年にわたるアナウンサー業から引退。引退の理由として2015年夏頃から早起きが辛くなったことを挙げ、また52年間アナウンサーを続けられたことについては「一喜一憂せずに淡々と事に当たった為長続きできたのかもしれません」と述懐している[2]。
- 2022年11月26日、82歳で死去[4][5]。

## 出演

### テレビ
- ホクレンファミリーボウリング（1971年）[1]
- 2時ワイド[2]（1985.4 - 1986.3）
- 24時間テレビ 「愛は地球を救う」[3]
- ビバ! 札チョン思いっきり料理[2]

### ラジオ
- 中央競馬実況中継[1]
- サンデージャンボスペシャル[2]
- 巻山晃のどさんこどんどん[1]
- ナイスガイ ジョッキー
- ドライビングパートナー・ラジオスクランブル[2]（1981 - 1983.3、牧やすまさと担当）
- どさんこアルバムベスト100
- 電リクワイド GO!GO!サタデイ(1983.4 - 1984.3)
- オハヨー!ほっかいどう
  - ニュース デスク（1986.10 - 1987.3）[1][3]
  - パーソナリティ（1987.4 - 2016.3.30）通算 6233回で降板。
- 歌謡パレード（中継、 - 1999.3）
- ごきげんようじ（2019.4.27）

### ラジオCM
- 痛散湯